# Gornji Vučkovići
Gornji Vučkovići su naselje u Hrvatskoj u sastavu Grada Vrbovskog. Nalaze se u Primorsko-goranskoj županiji.

## Zemljopis
Istočno su Moravice, istočno-jugoistočno su Donji Vučkovići, jugoistočno su Matići, Carevići, Gornji Vukšići i Donji Vukšići.

## Stanovništvo
| broj stanovnika | 64    | 96    | 83    | 103   | 109   | 151   | 141   | 145   | 79    | 68    | 68    | 49    | 42    | 28    | 19    | 13    | 10    |
|                 | 1857. | 1869. | 1880. | 1890. | 1900. | 1910. | 1921. | 1931. | 1948. | 1953. | 1961. | 1971. | 1981. | 1991. | 2001. | 2011. | 2021. |